# Argelia (Cauca)
Argelia é um município da Colômbia, localizado no departamento de Cauca.